# 데이르에조르 충돌 (2011년~2014년)
시리아 정부에 대한 시위 및 폭력은 2011년 5월 이후 시리아 내전의 일부로 데이르에조르에서 시작되었지만, 대규모 충돌은 2011년 7월 데이르에조르 점령 작전부터 시작되었으며, 이 때부터 데이르에조르 전투가 시작되었다.

## 2011년 7월 ~ 2012년 5월 충돌
2011년 7월 31일, 시리아 정부는 라마단 기간 직전 전국적인 단속의 일환으로 시위가 일어나는 시리아의 각 도시에 시리아 육군을 배치했으며 반대 운동가들에 대한 라마단 학살을 시작했다. 그 도시 중 하나가 데이르에조르였다.
2011년 8월 13일, 도시 및 그 외곽 지역에서 반정부 운동가 89명 이상이 사망했다는 소식이 보도되었다.
8월 17일, 군은 도시를 둘러보는 기자 그룹들이 경찰이 배치되는 것처럼 보여지기 위해 육군 병력의 부분적 퇴각을 명령했다. 전차 및 장갑차는 시내에서 외곽 캠프로 이동했다.
11월 26일 도시 주변의 격렬한 충돌 중 병사 10명이 탈주병에 의해 사살되었다. 몇몇 반정부군 또한 사상자를 입었다고 보고되었다.
2012년 1월 4일, 보안군 및 친정부파 병사들이 대부분 데이르에조르에서 적어도 22명 이상을 쏴 죽였다는 혐의가 있다고 반정부군이 주장했다. 1월 10일에는 적어도 민간인 10명 이상이 사망했다.

### UN 중재 휴전 기간의 전투
2012년 4월 30일, 반정부군이 도시 군사 기지를 공격하여 병사 12명이 사망했다. 보안군은 중기관총과 박격포 발사로 대응했고 적어도 민간인 1명 이상이 사망하고 학교가 파괴되었다.
2012년 5월 19일, 차량을 이용한 폭탄 테러로 인해 9명이 사망했다. 이 폭발은 군사 정보국 단지 주차장에서 일어났다.
5월 22일, UN측이 시위대 2명이 시리아 경찰에게 사망했다고 보고되었으며, UN 보고자는 즉시 그 지역을 떠났다. 이 시점에서, 데이르에조르 지역의 많은 마을과 도시가 대부분 반정부군 통제하에 있다는 것이 알려졌다.

## 2012~2014년 점령전

### 2012년 6월 전투
6월 13일, 전차의 지원을 받은 시리아군 수백명이 일주일 전 자유 시리아군의 공격으로 정부군 수십명이 사망하고 전차 및 장갑차를 파괴한 것에 대항하여 데이르에조르를 습격했다. 집권중인 알라위트 엘리트와 수니파 부족 사이 동맹이 붕괴된 이후 지방의 큰 한 구획이 반정부군에게 점령되었으며, 정부군의 보급선이 연신 끊어졌다.
6월 20일, 정부군이 반정부군이 점령하고 있는 이라크 국경도시인 아부카말에 대해 대규모 포격을 실시했다. 이라크 국경 마을인 알키암과 아부카말의 반정부군은 정부군의 포격이 24시간 동안 더 강화했다고 밝혔지만 자유 시리아군은 여전히 중요한 도시 및 국경 지역을 계속 점령했다.
6월 23일, 데이르에조르 공항에서 전투가 발발한 이후 자유 시리아군이 점령하려는 시도를 하였다. 반정부군에 따르면, 중위를 포함한 40명의 장교들이 항복했다고 밝혔다. 이 전투의 결과는 불분명하게 남아 있다.
6월 24일, 정부군이 두 번째로 도시 주거 지역을 포격하여 최소 20명이 사망했으며, 다음 날 정부군이 후퇴했다.
6월 27일, 데이르에조르 지역에서 15명이 탈주했으며 군인 10명이 사망했다.
6월 28일, 정부군이 도시를 점령하기 위해 포격을 계속하는 동안 반정부군이 도시 대부분을 점령한 것이 확인되었다. 인권 운동 활동가들은 전차와 보병으로 구성된 정부군이 시민 100명 이상을 학살했다고 발표했다. 또한, 정부가 지역 병원들에 대해 박격포 목표물로 설정하여 의사들이 환자들을 치료하지 않는다고 발표했다. 시리아 적십자사 구호요원 1명이 육군의 대상이 되어 노동자 1명이 사망했다.
6월 29일, 국영 통신사 시리아 아랍 뉴스국(SANA)에 따르면 시리아 육군이 기관총으로 무장한 픽업 트럭 반정부군을 파괴했고, 내부의 모든 반정부군을 죽였다고 발표했다.
7월 1일, 반정부군 5명이 도시 근처에 설치된 급조폭발물에 의해 사망했다.
7월 4일, 정부군 4명이 데이르에조르에서 반정부군에게 사망했다. 같은 날, SANA은 시리아 육군이 자동차 6대를 파괴하여 많은 반정부군이 사망했다고 발표했다.
7월 7일, 국영 뉴스 SANA은 알세이크 야신 지역에 반정부군과 정부군 간 충돌이 발생하여 반정부군이 큰 손실을 입었다고 발표했다. 이 사망자 가운데 오마르 알토마와 쿠사이 압둘라마즈드 알아니도 포함되었다고 말했다. 반정부군 픽업 트럽 4대가 충돌 중 파괴되었다고 발표했다.

### 2012년 7~8월 반정부군 공세
7월 19일, 자유 시리아군은 시리아-이라크 간 모든 국경 지역을 장악했다. 반정부군은 이라크 군인들이 보는 가운데 시리아군 22명을 처형했으며, 이라크 차관에 따르면 소령 한 명은 팔다리가 모두 잘라졌다고 증언했다.
이라크 대변인은 정부군이 국경 지역 1개를 이미 점령했기 때문에 4개소 중 3개소만 반정부군이 점령했다는 성명에도 불구하고, 자유 시리아군은 4개 국경 지역 모두를 점령했다고 발표했다. 로이터 지의 기자는 라비아 지역의 국경은 자유 시리아군이 활동하지 않으며 아직까지 시리아 정부군이 계속 점령하고 있다고 밝혔다. 그러나, 이라크와 터키로 향하는 다른 3개 국경은 반정부군이 점령했다고 밝혔다.
7월 21일, 반정부군이 이라크 국경지역인 아부카말을 점령했으며 아부카말에 인접한 2개 국경은 시리아 정부군 육군이 점령했다고 밝혔다
가디언 지는 데이르에조르 지역에는 20개 반정부군 그룹과 정부군은 치명적으로 고립되었으며 데이르에조르 지역의 90%를 점령했다고 주장하는 반정부군은 계속해서 교착 상태에 머무르고 있다는 내용의 긴 보고서를 발표했다.
알카에다의 시리아 지부인 알누스라 전선은 자유 시리아군과의 관계에 대해 논쟁이 남아 있지만 데이르에조르의 정부군 점령 지역에 대한 전투가 거세지고 있으며, 자유 시리아군은 직접 대치하고 있다고 발표했다.
8월 1일, 자유 시리아군은 마야딘의 군 사령부를 점령했다고 밝혔으며 이에 관련된 영상을 업로드했다. 8월 3일, 로이터 지는 자유 시리아군이 마야단 근처의 정치적으로 중요한 보안부와 기타 건물 단지를 점령하는 데 성공했으며 이 점령 전투 동안 보안 요원 13명을 죽이고 정보부 장교 3명을 포로로 잡는 데 성공했다고 발표했다. 지역 반정부군 사령관은 로이터 통신에게 마야단 근처의 육군기지와 포병 진지는 여전히 시리아 정부의 통제에 남아 있다고 밝혔다.
8월 7일, 반정부군이 유전 지대를 공격하여 치열한 전투 결과 반정부군 4명이 사망하고 정부군 6~9명이 사망했다고 밝혔다. 이 공격은 격퇴되었다. 8월 9일, 자유 시리아군은 8월 7일 마야단의 복잡한 군사 시설을 점거했다고 밝힌 또 다른 영상을 공개했다. 같은 날, 영국의 인도주의자 피터 클리포드는 시리아군이 이 지역의 시골 지역에 3개의 전초기지만 남아 있으며 이 지역도 공격받고 있다고 말했다.
8월 13일, 자유 시리아군은 데이르에조르를 비행하던 시리아 공군 소속 MiG-23을 격추했다고 밝혔다. 이 격추 발표 직후 유튜브와 시리아 반정부군, 이스라엘 라디오에서 반정부군에게 생포된 조종사에 관한 영상을 배포했다. 이것은 정부군이 처음으로 잃은 전투폭격기이다. SANA은 나중에 전투폭격기를 잃었다는 사실을 인정하지만, 그 비행기는 격추된 것이 아니며 조종사가 충돌할 수 밖에 없도록 만드는 기술적 문제로 인해 잃은 것이라고 주장했다. 나주에 반정부군은 조종사였던 대령 파레르 무함마드 술레이만이 포로가 되었다는 영상을 공개했다.
8월 14일, 이 지역에 주둔한 반정부군이 PBS 뉴스하워에서 "데이르에조르의 모든 농촌 지역이 우리(반정부군) 점령 하에 있으며, 마야딘, 아부쿠말 지역은 우리(반정부군)과 아시드의 군대 간 전투장이다"라고 말했다. 이후, 로이터 통신은 반정부군이 도시의 절반 이상을 점령했고 도시에는 경험이 있는 군대가 남아 있으며 현재는 도심 및 북부 외곽의 보안부 건물에 갇혀 있다고 발표했다.

### 2012년 8월 ~ 2013년 5월 전투
8월 22일, AFP는 자유 시리아군이 보안부 및 병력 체크포인트를 포함한 아부카말 도시 전체를 점령했다고 발표했다. 나중에 알자지라는 이라크 국경의 퀴암 마을에서 자유 시리아군이 정부군이 점령하고 있는 마지막 알부카말 근처의 유일한 군사 기지에 대한 공격을 시작했다고 발표했다. 군대가 알부카말의 군사 기지에 대한 포격을 시작했고 거친 싸움이 진행하고 있다. 또한 데이르에조르 시내에는 정부군이 오직 도심 외곽의 3개 전초기지만 남아 있다고 밝혔다.
9월 1일, 가디언 지는 자유 시리아군이 아부카말의 방공 시설을 점령했다고 발표했다.
9월 4일, 알자지라가 자유 시리아군이 데이르에조르 시내의 보안부 사령부를 장악했으며, 도시 외곽의 3개 전초 기지 중 1개를 점령했다고 발표했다.
9월 5일, 자유 시리아군이 3일간의 포위전과 내부 탈영 이후 아부카말 근처 함단 공군기지를 점령했다고 주장했다. 그러나, 나중에 반정부군은 점령은 일시적이였으며 시리아군을 기지 밖으로 후퇴하는 것을 강요시켰고 그 지역의 시리아군 중 수십 명만 공격에서 살아남을 수 있었다고 발표했다. 함단 공항은 아부카말 근처에서 친아시드 군대가 마지막으로 점령하고 있는 거점이다.
9월 28일, 반정부군 여단 사령관이 알쿠소우르와 알조우라 지역에서 반정부군이 후퇴하자 시리아 정부군이 습격하여 사형을 진행하고 있다고 밝혔다. 또한, 그는 시내의 80% 및 군 공항의 일부를 자유 시리아군이 점령하고 있으며 마야단 지구 근처만 정부군이 점령하고 있다고 말했다. 또한, 시리아 정부군이 라시디야 지역을 재점령하기 위한 작전을 시작했다고 말했다.
11월 4일, 반정부군이 3일간의 치열한 전투 끝에 알와드 유전을 점령했다고 밝혔다.
11월 15일, 반정부군과 정부군 간 치열한 전투 이후 반정부군이 아부카말 군사 본부를 점령했다고 발표했다.
11월 16일, 반정부군이 알부카말에서 정부군 최후의 거점지였던 함단 군 공항을 점령했다고 말했다. 이 공항은 사실상 농산물을 수송하는 헬리콥터 기지가 되었다고 밝혔다. 아부카말이 함락되면서, 데이르에조르 시내의 군 공항이 근방에 정부군이 점령한 유일한 공군기지이며, 그와 함께 반정부군이 가장 큰 크기로 점령한 지역이 되었다.
그러나, 하마다 점령 이후 반정부군 12명이 도시 외곽에서 정부군의 포격으로 사망했다고 발표했다.
11월 21일, 반정부군은 이 지역 유전의 3분의 2를 점령했으며, 석유 공급을 이 유전을 통해 보급하기 시작했다. 반정부군은 나머지 유전에 대한 점령을 준비하지만, 유전 작동을 위한 기술자가 필요한 상태이다. 쿠르드족이 점령하고 있는 북쪽으로도 진출할 계획이라는 보도도 나왔다. 11월 30일, SOHR은 정부군이 데이르에조르 동부의 오마르 유전을 포기했으며 곧 반정부군이 점령했다고 발표했다. 도시 서부의 5개 소규모 유전만 정부군이 점령하고 있는 상태이다.
11월 22일, 20일간의 포위전 이후 마야단의 군사 기지를 점령하고, 정부군은 데이르에조르 공군기지로 후퇴했다고 밝혔다. 따라서, 데이르에조르 주 수도 지역에서 이라크 국경까지 정부군이 점령하고 있는 지역은 없어지게 되었다.
12월 3일, 데이르에조르의 모우자핀 지구와 조우바이라 지구에서 치열한 전투가 이뤄진 이후 반정부군이 근처의 군사 기지를 포위했다고 발표했다.
2012년 12월 12일, 프랑스의 원조 기관인 국경 없는 의사회는 포위된 도시에서 사람들을 치료하기 위해 파견되었다.
2013년 1월 29일, 반정부군이 시리아 육군과 충돌한 이후 데이르에조르에서 하사카까지 이어지는 유프라데스 강의 중요한 다리인 시야시예흐 다리를 점령했다. SOHR 국장인 라미 압델 라만은 "시야시예흐 다리는 데이르에조르에서 하사카를 잇는 이 지역에서 가장 중요한 다리이다. 이 다리의 점령은 하사카의 정부군 보급로가 거의 차단된다는 의미이다"라고 말했고, 또한 "데이르에조르의 이러한 이익은 도시로 가는 석유 및 가스가 풍부한 지역으로 가는 길목이기도 하기 때문에 매우 중요하고 유용하다. 만약 반정부군이 군사 전투 지역을 계속해서 점령하기 위해 진행하면 전초 기지와 데이르에조르 공항이 점령될 것이며 이 도시는 반정부군이 점령한 최초의 대도시가 될 것이다."라고 말했다. 데이르에조르 외곽에서 반정부군은 이슬람주의자들의 전투기 지원과 함께 5일 간의 치열한 전투 끝에 정부 정보부를 점령했다고 주장했다. SOHR은 반정부군이 정부청사를 점령하면서 반대파 11명이 투옥되어 있는 감옥을 해방시켰다고 주장했다. 또한, LCC는 반정부군이 정부군 전차 1대와 장갑차 3대를 포획했다고 발표했다.
2월 22일, 자유 시리아군이 알키비르의 핵 연구 센터를 점령했다. 이 핵 연구 센터는 2007년 이스라엘의 공습을 받았던 시설과 동일한 시설이다.
5월 6일, 자유 시리아군이 데이르에조르 공항 근처에서 SAA 헬리콥터를 격추시켜 정부군 8명이 사망했다.

### 2013년 6월 하트라 학살
6월 10일, 시아파 정부군이 데이르에조르 동부의 마을인 하트라의 반정부군을 공격하여 4명을 죽였다. 다음 날, SOHR에 따르면 이 공격에 대한 보복으로 반정부군 수천 명이 하트라를 공격하고 점령하여 병사 및 민간인 60명이 사망했다고 전했다. 또한, 반정부군은 이 지역의 민간인 주택에 불을 질렸다. 반정부군 10명이 이 공격 도중 사망했다. 시아파 주민 150명은 인근 정부군이 점령 중인 자프라 마을로 도망갔다.
6월 14일, 지역 주민들이 항의를 하자 알시나아 지역이 정부군에 의해 폭격당했지만 인명 손실은 없었다. 알즈베일라에 군 병력이 도착한 이후 알즈베일라와 알리시디야 지역에서 정부군과 반정부군 간의 교전이 이루어지고 있다.
6월 22일, 데이르에조르 시내 체크포인트인 마스파 알칼랍(심장병원)에서 정부군과 반정부군 간 교전이 발생했다. 반정부군 1명이 알마위트 지역의 정부군에게 포로가 되었다.

### 2013년 8월 반정부군 공세
8월 11일, 반정부군이 도시 전체를 점령하는 새로운 공세를 시작했다.
8월 13일, 데이르에조르의 라스딘 교외에서 정부군이 공세 시도를 하였다. 반란군은 앞서 언급되었던 심장병원을 공격했으며, 사상자는 없었다. 반정부군 4명이 알즈베일라, 하위카, 시아파 지역의 전투 중에 사망했다.
8월 20일, 바흐당 지역 본부를 포함한 도시 서부 하위카 지역을 반정부군이 점령했다. 반정부군은 하위카 전투에서 정부군 150명과 반정부군 수십명이 사망했다고 주장했다. 정부군은 조우라 및 가지알라시 지역에서 반정부군을 포격했다. 카타르에서 지원한 대공미사일로 무장한 자유 시리아군 산하의 아흐파드 알라술 여단은 하위카 점령에 주요 역할을 하였다. 같은 날, 정부군은 전차 및 로켓발사기를 통해 하위카의 반정부군을 공격했으며, 조우라 지역에서 하위카 지역을 포위시킬려는 공격을 진행했다고 반정부군 인사가 말했다. 정부군은 조우라 지역이 육군 기지의 가장 중요한 거점과 반정부군이 너무 가까이 있어 감당하기 힘들어 하위카 지역을 재수복하기 위해 계속 공세를 펼치고 있다. 가지알라시 지구에 위치한 2개 보안부 청사인 공군정보국과 육군정보국은 반정부군 로켓 추진탄의 범위 내에 들어가게 되었다.

### 후속진행 상황
10월 14일, SOHR은 반정부군이 데이르에조르의 레세파 지역과 시나아 지역을 점령했으며, 데이르에조르 군병원도 점령했다고 발표했다.
10월 17일, 데이르에조르 지역의 군사 정보국 지휘관으로 잘 알려진 소장 자메흐 자메흐가 반정부군에게 암살당했다. SOHR은 반정부군 여단과 교전 도중 라시디아 지구의 반정부군 저격수에게 살해당했다고 보고했다.
11월 23일, 반정부군이 시리아에서 가장 큰 유전인 알오마르 유전 지대를 점령했다고 발표했다. 이 점령으로 시리아 정부군은 현재 석유를 거의 전적으로 수입에만 의존하고 있다는 것을 의미한다고 말했다.
12월 27일, 반정부군이 데이르에조르 공군기지 근처의 알자프라 마을 대부분을 점령했다고 밝혔다.
12월 30일, 국가방위군이 후퇴하고 시리아 육군이 자프라를 재점령했다.
2014년 2월 3일, 반정부군이 도시 내로 공세를 시작했다. 하미디야흐, 하위카, 알라시디야의 대부분이 점령되었다고 밝혔다.
2월 10일, 모든 ISIS 소속 전투기가 도시에서 철수한 이후 반정부군이 데이르에조르의 ISIS 점령 지역을 모두 점령했다.
2월 11일, 30개 이상의 자유 시리아군 대대 및 여단이 "무자히디 데이르에조르 위원회"라는 새로운 연합으로 결성시켰다.
3월 27일, 반정부군이 데이르에조르 도시 알라사파 구역에 건물 하나를 폭파시켜 시리아 정부군 장교 한 명의 사상자가 나왔음을 확인했다.

## ISIS의 공세와 여파

### 2014년 4월 데이르에조르 공세
4월 10일, ISIS가 국경 마을인 아부카말 근처의 반군에게 세 방향으로 공세를 가하기 시작했다. 이 공세는 두달 후인 7월 14일까지 계속되었고, 이 결과 ISIS는 알누스라 전선 및 기타 반군 단체를 쫓아낸 후 이 지역의 모든 반군 장악 지역을 점령했다. 어느 날에는 ISIS가 데이르에조르의 온건 반군 지도자를 사살하기도 했다. 또한, ISIS가 이 지역의 모든 반정부군 소속 마을과 도시를 점령하면서 데이르에조르 주의 95%~98%를 장악하게 되었다.
6월 21일, 시리아 공군이 무하산 마을을 폭격하여 16명이 사망했다.
7월 14일, ISIS가 알누스라 전선 및 기타 시리아 반정부군 세력을 축출한 이후 데이르에조르의 반정부군 점령 영역을 탈취했다. 이후, ISIS가 알누스라 데이르에조르 지부 사령관에 올라서게 되었다.
8월 17일, SOHR가 지난 2주 동안 이슬람 국가가 시리아 동부의 데이르에조르 주에서 이슬람 국가가 장악한 지역의 거주민 700명을 학살했다고 말했다.

### 2014년 9월 ~ 11월 시리아군 공세
9월 3일, ISIS가 데이르에조르 군사공항을 점령하기 위해 시도했지만, 이 시도는 실패하고 ISIS는 처음 공격을 시작한 곳에서 3km나 후퇴해야 했다. ISIS 측은 47명이 사망한 것으로 추측된다.
이틀 후인 9월 5일, 이삼 자레딘 장군이 군사 공항 방어 강화를 위해 공화국 방위군 600명과 장갑차량 90대를 가지고 데이르에조르 시내로 돌아왔다.

## 같이 보기
- 알레포 전투
- 1915년 데이르에조르 공방전
- 1941년 데이르에조르 전투